# Kriegsdenkzeichen für 1814–1815 (Anhalt-Bernburg)
Das Kriegsdenkzeichen für 1814–1815 wurde per Dekret am 4. Januar 1818 durch Herzog Alexius von Anhalt-Bernburg gestiftet und konnte an Offiziere, Unteroffiziere und Mannschaften der Bernburger Truppen verliehen werden, die sich in den Feldzügen der Befreiungskriege in den Jahren 1814 und 1815 gegen Frankreich bewährt hatten.
Die runde, aus geschwärzter Bronze geprägte Medaille zeigt die von einer Fürstenkrone überragten Initialen des Stifters  A. F. C. (Alexius Friedrich Christian). Umschlossen werden die Initialen von einem Lorbeerkranz, der unten zusammengebunden ist. Rückseitig die vierzeilige Inschrift Den Vaterlands Vertheidigern 1814. 1815. Darunter befindet sich ein ebenfalls unten zusammengebundener Eichenkranz.
Getragen wurde die Auszeichnung am Band auf der linken Brustseite.